# Czesław Hoc
Czesław Hoc, né le 22 février 1954 à Jelenin, est un homme politique polonais membre de Droit et justice (PiS).

## Biographie

### Formation et vie professionnelle
Il est diplômé en 1979 de l'Académie de médecine de Poméranie à Szczecin. Il se spécialise ensuite en médecine interne, en endocrinologie et travaille au sein d'un hôpital de Kołobrzeg.

### Engagement politique

#### Mandats locaux
Au cours des élections locales de 1998, il est élu à l'assemblée du powiat de Kołobrzeg. Il y siège tout au long de la mandature de quatre ans. Membre de Droit et justice, il est effectivement élu en 2002 à la diétine de la voïvodie de Poméranie-Occidentale.
Il concourt sans succès aux élections européennes du 13 juin 2004, en tête de liste dans la circonscription de Gorzów Wielkopolski.

#### Député à la Diète
Pour les élections législatives du 25 octobre 2005, il est investi par PiS en tête de liste dans la circonscription de Koszalin. Il est alors élu député à la Diète, totalisant 10 746 votes préférentiels. Il réalise le deuxième résultat du territoire, après Andrzej Lepper. Il postule à un nouveau mandat au cours des élections législatives anticipées du 21 octobre 2007, qu'il obtient en remportant 18 309 suffrages de préférence.
PiS le désigne de nouveau candidat aux élections européennes du 7 juin 2009 dans la circonscription de Gorzów Wielkopolski, cette fois-ci en troisième position sur la liste que mène Marek Gróbarczyk. Avec 10 172 voix préférentielles, il réalise le deuxième score de Droit et justice, qui n'obtient qu'un seul siège.
Il conserve toutefois son mandat parlementaire à l'occasion des élections législatives du 9 octobre 2011, où il cumule 19 942 votes préférentiels. Il postule une troisième fois au Parlement européen lors des élections européennes du 25 mai 2014, passant en deuxième position sur la liste de Gróbarczyk, qui ne reçoit qu'un seul siège à pourvoir, et ses 16 874 suffrages de préférence le confinent une nouvelle fois en seconde position.

#### Député européen
Il remporte un quatrième mandat consécutif à la Diète aux élections législatives du 25 octobre 2015, au cours desquelles il engrange 25 072 voix préférentielles, son record personnel et le meilleur résultat de la circonscription.
Le 27 novembre 2015, quinze jours seulement après le début de la législature, Czesław Hoc devient député européen. Il remplace ainsi Marek Gróbarczyk, nommé ministre de l'Économie maritime le 16 novembre. Il démissionne alors de la Diète, au profit de Stefan Strzałkowski.